# Kingston (Nuevo Hampshire)
Kingston es un pueblo ubicado en el condado de Rockingham en el estado estadounidense de Nuevo Hampshire. En el Censo de 2010 tenía una población de 6.025 habitantes y una densidad poblacional de 111,4 personas por km².

## Geografía
Kingston se encuentra ubicado en las coordenadas 42°54′49″N 71°4′25″O / 42.91361, -71.07361. Según la Oficina del Censo de los Estados Unidos, Kingston tiene una superficie total de 54.08 km², de la cual 50.9 km² corresponden a tierra firme y (5.89%) 3.18 km² es agua.

## Demografía
Según el censo de 2010, había 6.025 personas residiendo en Kingston. La densidad de población era de 111,4 hab./km². De los 6.025 habitantes, Kingston estaba compuesto por el 97.03% blancos, el 0.33% eran afroamericanos, el 0.27% eran amerindios, el 0.43% eran asiáticos, el 0.13% eran isleños del Pacífico, el 0.32% eran de otras razas y el 1.49% pertenecían a dos o más razas. Del total de la población el 1.41% eran hispanos o latinos de cualquier raza.